# Gustavo Guillén
Gustavo Héctor Dasso, más conocido como Gustavo Guillén (Buenos Aires; 30 de junio de 1962 - La Plata; 28 de mayo de 2020),fue un actor argentino que se ha destacado por su trabajo en telenovelas.

## Biografía
En el año 2007, participó en el reality show Bailando por un sueño.
En 2008, debutó en teatro con Asesíname dulcemente. Trabajó en la novela El infiel junto a Arnaldo André y de la mano de Carlos Lozano Dana. 
En el año 2019, fue denunciado por su exmujer Luciana Abelenda, por violencia de género.

## Fallecimiento
Falleció el 28 de mayo de 2020 a los cincuenta y siete años, debido a una problema cardíaco durante una intervención quirúrgica de cáncer de próstata en la ciudad de La Plata.

## Filmografía
| Año  | Título                   | Personaje                      | Canal              |
| ---- | ------------------------ | ------------------------------ | ------------------ |
| 1987 | La cuñada                | Coco Medina                    | Canal 9            |
| 1988 | Sin marido               | Mario                          | Canal 9            |
| 1988 | Ella contra mi           |                                | Canal 9            |
| 1990 | Amándote II              | 'Morocho' Ortiz                | Telefe             |
| 1991 | Manuela                  | Emilio                         | Canal 13           |
| 1991 | Los Libonatti            | Claudio                        | Canal 9            |
| 1992 | Micaela                  | Walter                         | Canal 9            |
| 1994 | Perla negra              | Matías Wolfenson               | Telefe             |
| 1995 | Dulce Ana                | Alejandro Corvalán             | Canal 9            |
| 1996 | Los ángeles no lloran    | Daniel                         | Canal 9            |
| 1996 | Ha-Mosad                 | Gabriel Samudio                | Canal 9            |
| 1997 | Ricos y famosos          | Rodrigo                        | Canal 9            |
| 1997 | Mía sólo mía             | Mike                           | Telefe             |
| 1998 | Muñeca brava             | Fabrizio Rizzo / Daniel Breyla | Telefe             |
| 1999 | Chiquititas              | Mauro Echagüe                  | Telefe             |
| 2000 | Chiquititas              | Francisco López                | Telefe             |
| 2000 | Amor latino              | Federico Díaz-Domeq            | Canal 9            |
| 2000 | Primicias                | Polo                           | Canal 13           |
| 2000 | Luna salvaje             | Agustín Ferrando               | Telefe             |
| 2002 | 099 Central              | Martín Spano                   | Canal 13           |
| 2002 | 1000 millones            | Álvaro Lagos                   | Canal 13           |
| 2003 | Abre tus ojos            | Ludueña                        | Canal 13           |
| 2004 | La niñera                | Julián                         | Telefe             |
| 2004 | Floricienta              | Cacho                          | Canal 13           |
| 2005 | Sálvame María            | Octavio                        | Canal 9            |
| 2006 | Casados con hijos        | Jorge 'Krakatoa' Pérez         | Telefe             |
| 2006 | Collar de Esmeraldas     | Javier                         | Canal 13           |
| 2007 | Bailando por un sueño[5] | Él mismo                       | Canal 13           |
| 2007 | La oveja negra           | Jorge Taboada                  | Teledoce           |
| 2011 | Tiempo de pensar         | Marcos Luque                   | Televisión Pública |
| 2011 | Adictos                  | Gonzalo                        | Canal 10           |
| 2012 | Condicionados[6]         | Vicco Silver                   | Canal 13           |
| 2013 | Solamente vos[7]         | Gastón "Chulo"                 | Canal 13           |
| 2014 | Somos familia            | Tavo                           | Telefe             |
| 2014 | Noche y día              |                                | Canal 13           |
| 2017 | Quiero vivir a tu lado   | Rolo                           | Canal 13           |

## Teatro
| Año  | Obra                     | Personaje | Director        |
| ---- | ------------------------ | --------- | --------------- |
| 2008 | Asesíname dulcemente     |           |                 |
| 2011 | La lengua de los Amantes | Manuel    | Alfredo Allende |